# Vidrik Verlandsson
Vidrik Verlandsson (Villandsson, Vallandsson med flera former) är hjälten i flera nordiska folkvisor. Han är enligt dessa en av kämparna hos Didrik av Bern i Didrikssagan och blev hos denne särskilt ryktbar genom sin segerrika tvekamp med jätten Långben Rese (Didrikssagans Etgeir). Sagofiguren Verlandsson har sitt ursprung i dels den gotiske nationalhjälten Vidigoia, som enligt Jordanes besjöngs av goterna på 500-talet, dels troligen även Vitiges, östgoternas siste konung.
Sagofiguren är lånad, från tyska dikter. Med tiden sattes han i förbindelse med Völundsagan då han gjordes till son till smeden Verland (Villand, Valland), det vill säga Völund, och kungadottern Bodel. På grund av denna härkomst fick han föra hammare och tång som sitt sköldemärke. Benämningen Villandsson gav sedan upphov åt den på 1500- och 1600-talen allmänna åsikten, att Verlandsson var från Villands härad i Skåne, vilket föranledde detta härad att sätta Verlandssons vapen, hammaren och tången, i sitt sigill. 